# چهارگوش خرمایی
چهارگوش خرمایی (انگلیسی: Date square) یک دسر آشپزی کانادایی یا بار کوکی (نوعی بیسکویت چهارگوش متراکم تر از کلوچه یا بیسکویت معمولی) است که از خرمای پخته شده با رویه پودر بلغور جو دوسر تهیه شده‌است. در اوهایو به عنوان کیک ازدواج شناخته می‌شود.